# Ludwig von Mousson
Ludwig von Mousson (1042/71 bezeugt; † 1073/76) war Herr von Mousson im Scarponnois, und wird 1042 als castellanus von Montbéliard, Altkirch und Pfirt bezeichnet; er trug den Titel eines Grafen.

## Leben
Ludwig war der Sohn von Richwin, Graf im Scarponnois, und Hildegard, der Tochter des Grafen Hugo VI. im Nordgau und Schwester des Papstes Leo IX.
Im Jahr 1038 heiratete er Sophia von Bar, Tochter von Friedrich II., Herzog von Oberlothringen, und Schwester von Beatrix von Bar, die beide nach dem Tod ihrer Eltern von Kaiserin Gisela von Schwaben († 1043), ihrer Tante, adoptiert worden waren; beide wurden politisch verheiratet, um die Position des Kaisers in Italien bzw. Lothringen zu stärken: Beatrix heiratete Bonifatius von Canossa, Graf von Reggio, Modena, Mantua und Brescia, Markgraf von Tuscien (und wurde die Mutter der Mathilde von Tuszien), Sophie Ludwig von Mousson, der als Gegenpol zum neuen Herzog von Lothringen aus der Familie der Wigeriche, Gotzelo I., gewünscht wurde. Durch diese Ehe bekam Ludwig die Grafschaft Bar und die Herrschaft Mousson in seine Hand. Wenig später (1042) übertrug ihm der Kaiser die Verwaltung von Mömpelgard, Altkirch und Pfirt. 1044 kämpfte er mit Erfolg gegen Rainald I., Graf von Burgund, der sich gegen den Kaiser erhoben hatte.
1047 ersetzte der Kaiser die Wigeriche in Oberlothringen durch Adalbert, dem 1048 dessen Bruder Gerhard folgte; als Gerhard 1070 starb, beanspruchte Ludwig den Titel aufgrund seiner Ehe mit der Herzogstochter Sophie für sich, doch König Heinrich IV. entschied sich für Gerhards Sohn Dietrich II., was jahrhundertelange Rivalitäten zwischen Lothringen und Bar auslöste, die erst beendet wurden, als im Jahr 1420 Herzog René I. von Bar und Isabella von Lothringen heiraten und damit die Vereinigung der beiden Herzogtümer bewerkstelligten.
Kinder von Ludwig und Sophia waren:
- Bruno († jung)
- Dietrich I. (1045; † 1105), Graf in Altkirch, Pfirt und Bar
- Ludwig (1080 bezeugt)
- Friedrich († 1092), Graf, Herr von Lützelburg, Markgraf von Susa
- Sophia, ⚭ Folmar, Graf von Frohburg, 1050/78 bezeugt
- Beatrix († 1092), ⚭ Berthold I. von Zähringen († 1078), Herzog von Kärnten (Zähringer)
- Mechtild († 1092/1105)  ⚭ Hugo VIII., Graf von Dagsburg († 1089) (Etichonen)